# Engine (Loudness)
Engine è il quindicesimo album in studio del gruppo heavy metal giapponese Loudness, pubblicato dalla Rooms Records nel 1999.

## Tracce
1. Soul Tone – 2:43
2. Bug Killer – 5:04
3. Black Biohazard – 3:55
4. Twist Of Chain – 3:40
5. Bad Date (Nothin' I Can Do) – 2:58
6. Apocalypse – 4:11
7. Ace In The Hole – 4:09
8. Sweet Dreams – 4:37
9. Asylum – 6:27
10. Burning Eye Balls – 4:58
11. Junk His Head – 5:51
12. 2008 (Candra 月天) – 2:47
13. Coming Home – 6:07

## Formazione
- Masaki Yamada - voce
- Akira Takasaki - chitarra
- Naoto Shibata - basso
- Hirotsugu Homma - batteria